# Agama błotna
Agama błotna, wodnogama indochińska (Physignathus cocincinus) – gatunek ziemnowodnej jaszczurki z rodziny agamowatych (Agamidae).

## Opis
Najbardziej charakterystycznymi cechami agam błotnych jest zielono-oliwkowy kolor ciała, szeroka głowa i „grzebień” od czubka głowy, aż po nasadę ogona.

## Rozmiary
Długość ciała ok. 90 cm, maksymalnie ok. 100 cm, z czego 2/3 stanowi ogon (chociaż samice są wyraźnie mniejsze od samców).

## Występowanie
Południowe Chiny, Laos, Wietnam, Kambodża, Tajlandia.

## Biotop
Tropikalne lasy deszczowe, niskie gałęzie drzew porastających brzegi rzek.

## Terrarium
Dla pojedynczego osobnika min. 150x70x120 cm, dla trójki osobników min. 200/70/150 cm, zaopatrzone w liczne korzenie do wspinania, rośliny i duży basen.

## Pokarm
Głównie świerszcze, noworodki mysie lub szczurze, karaczany, drewnojady oraz owoce (stanowiące ok. 20% diety).

## Zachowanie
Prowadzą dzienny tryb życia. Komunikują się ze sobą kiwaniem głową i tzw. wavingiem, czyli machaniem przedniej łapy (w ten sposób zaznaczają własne terytorium). Bardzo mocno zakorzeniony terytorializm.

## Rozmnażanie
Okres godów przypada dla agam od grudnia do stycznia. Samica składa około 8–12 jaj i zagrzebuje je w wilgotnym podłożu na głębokości około 20 cm. Rozwój zarodkowy w temperaturze 27–30 °C trwa 65–101 dni. Małe agamy po wykluciu tworzą grupy i żyją w nich aż do osiągnięcia dojrzałości płciowej.
Samice mogą rozmnażać się partenogenetycznie.

## Długość życia
Długość życia to średnio 9 lat, przy opiece weterynaryjnej może żyć nawet do 20 lat.

## Ochrona
Gatunek ten od 2023 roku jest objęty załącznikiem II konwencji waszyngtońskiej (CITES) i aneksem B UE.